# Diocesi di Monterano
La diocesi di Monterano è una sede soppressa della Chiesa cattolica. Con il doppio titolo di Monterano, Forum Clodii (in latino Dioecesis Foroclodiensis o Dioecesis Manturanensis), è una sede titolare cattolica.

## Storia
Forum Clodii, attestata come municipium romano fin dal III secolo, era una mansio della Via Clodia sul lato occidentale del lago di Bracciano, identificabile oggi con la tenuta di San Liberato nel comune di Bracciano.
Questa località ebbe una propria diocesi ed un vescovo, attestato a partire dal IV secolo. A questa sede, Lanzoni attribuisce anche il santo vescovo Alessandro, la cui Passio racconta il suo martirio e la sua sepoltura ad Baccanas, al ventesimo miglio della Via Clodia (oggi Baccano). Quattro sono i vescovi storicamente documentati ed attribuiti dagli autori alla diocesi di Forum Clodii: Domiziano (o Donaziano), che prese parte al sinodo romano indetto nel 313 da papa Milziade ed è menzionato nel De schismate Donatistarum di Ottato; Asterio, documentato nel 465; Gaudenzio, che partecipò nel 487 al concilio lateranense di papa Felice III; Colonio (o Colonico), che fu ai concili di papa Simmaco fra il 499 ed il 502.
Secondo lo storico francese Louis Duchesne, a causa delle incursioni longobarde, Forum Clodii «ebbe apparentemente a soffrire» e della sua diocesi non si conosce più nulla. Gli storici locali Fabrizio Felici e Andrea Sasso, ritengono che il centro di Forum Clodii «cessò di esistere in un momento non precisato del VI secolo» e la sede vescovile venne «trasferita a Manturanum, centro più facilmente difendibile».
Sono attribuiti alla diocesi di Monterano una serie di nove vescovi che, con il titolo di episcopi Manturianensis (o Maturianensis o Maturanensis), presero parte ai concili indetti dai pontefici tra il VII e il X secolo. Alcuni autori assegnano tutti questi prelati alla diocesi di Martirano in Calabria; tuttavia, nel concilio romano del 680 il vescovo Esilarato sottoscrive gli atti come episcopus sanctae ecclesiae Manturianensis provinciae Tusciae, chiaro indizio dell'appartenenza di questi vescovi alla sede laziale e non a quella calabrese.
La diocesi è documentata fino al X secolo, ed in seguito fu annessa a quella di Sutri. Dell'antica cattedrale di Monterano, dedicata a Santa Maria Assunta, restano oggi solo ruderi.
Dal 1966 Monterano è annoverata tra le sedi vescovili titolari della Chiesa cattolica con il doppio titolo di Monterano, Forum Clodii; dall'8 settembre 2016 il vescovo titolare è Javier Salinas Viñals, già vescovo ausiliare di Valencia.

## Cronotassi dei vescovi

### Vescovi di Forum Clodii
- Sant'Alessandro † (II secolo)
- Domiziano o Donaziano † (menzionato nel 313)
- Asterio † (menzionato nel 465)
- Gaudenzio † (menzionato nel 487)
- Colonio o Colonico † (prima del 499 - dopo il 502)

### Vescovi di Manturanum
- Reparato † (menzionato nel 649)
- Esilarato † (menzionato nel 680)
- Opportuno † (menzionato nel 721)
- Domno † (menzionato nel 761)[7]
- Bono † (menzionato nel 769)[8]
- Teodosio † (menzionato nell'826)[9]
- Teodoro † (menzionato nell'853)[10]
- Floro † (prima dell'869[11] - dopo l'879)
- Giovanni † (prima del 963 - dopo il 998/999)[12]

## Cronotassi dei vescovi titolari
- Emilio Baroncelli † (15 febbraio 1968 - 6 dicembre 1972 deceduto)
- Giovanni Canestri † (8 febbraio 1975 - 22 marzo 1984 nominato arcivescovo di Cagliari)
- Angelo Gelmi Bertocchi † (4 aprile 1985 - 17 giugno 2016 deceduto)
- Javier Salinas Viñals, dall'8 settembre 2016